# رامون فلوريس (لاعب محترف لكرة القاعدة)
رامون فلوريس (بالإسبانية: Ramón Flores)‏ هو لاعب محترف لكرة القاعدة ‏ فنزويلي، ولد في 22 مارس 1992 في باريناس في فنزويلا.

## وصلات خارجية
- رامون فلوريس على موقع دوري كرة القاعدة الرئيسي (الإنجليزية)
- رامون فلوريس على موقعبيزبول رفرنس.كوم (الدوري الرئيسي) (الإنجليزية)
- رامون فلوريس على موقعبيزبول رفرنس.كوم (الدوري الثانوي) (الإنجليزية)
- رامون فلوريس على موقع إي إس بي إن.كوم (أم.أل.بي) (الإنجليزية)
- رامون فلوريس على موقع مشجعي الرسوم البيانية (الإنجليزية)